# 대한민국 민주평화통일자문회의
민주평화통일자문회의(民主平和統一諮問會議)는 평화통일정책의 수립에 관한 대통령의 자문에 응하는 대통령 직속 헌법기관이다. 의장은 대통령이 겸임하며, 수석부의장 및 사무처장을 두고 있다.

## 소관 사무
- 통일에 관한 국내외 여론 수렴
- 통일에 관한 국민적 합의 도출
- 통일에 관한 범민족적 의지와 역량의 결집
- 그 밖에 대통령의 평화통일정책에 관한 자문·건의를 위하여 필요한 사항

## 연혁
- 1980년 10월 27일: 대통령 직속으로 평화통일정책자문회의 설치.[4]
- 1981년 9월 9일: 기관지 「평화통일」을 창간.
- 1987년 10월 29일: 민주평화통일자문회의로 개편.[5]
- 1993년 5월 15일: 기관지 제호를 「민주평통」으로 변경.
- 1998년 2월 28일: 민주평화통일자문회의 사무처를 통일부 소속 민주평화통일자문회의 사무국으로 개편.[6]
- 1999년 5월 24일: 민주평화통일자문회의 사무처로 독립.[7]

### 자문회의 개최일
- 1981년 6월 5일: 제1기 평화통일정책자문회의 개최(자문위원 8,919명).
- 1983년 6월 1일: 제2기 평화통일정책자문회의 개최(자문위원 10,074명).
- 1985년 6월 1일: 제3기 평화통일정책자문회의 개최(자문위원 10,634명).
- 1987년 6월 1일: 제4기 평화통일정책자문회의 개최(자문위원 10,593명).
- 1991년 6월 29일: 제5기 민주평화통일자문회의 개최(자문위원 10,918명).
- 1993년 7월 1일: 제6기 민주평화통일자문회의 개최(자문위원 11,501명).
- 1995년 7월 1일: 제7기 민주평화통일자문회의 개최(자문위원 13,420명).
- 1997년 7월 1일: 제8기 제1차 민주평화통일자문회의 개최(자문위원 13,305명).
- 1998년 7월 1일: 제8기 제2차 민주평화통일자문회의 개최(자문위원 13,340명).
- 1999년 10월 1일: 제9기 민주평화통일자문회의 개최(자문위원 14,142명).
- 2001년 7월 1일: 제10기 민주평화통일자문회의 개최(자문위원 14,113명).
- 2003년 7월 1일: 제11기 민주평화통일자문회의 개최(자문위원 14,940명).
- 2005년 7월 1일: 제12기 민주평화통일자문회의 개최(자문위원 17,193명).
- 2007년 7월 1일: 제13기 민주평화통일자문회의 개최(자문위원 16,791명).
- 2009년 7월 1일: 제14기 민주평화통일자문회의 개최(자문위원 17,800명).
- 2011년 7월 1일: 제15기 민주평화통일자문회의 개최(자문위원 19,950명).
- 2013년 7월 1일: 제16기 민주평화통일자문회의 개최(자문위원 19,937명).
- 2015년 7월 1일: 제17기 민주평화통일자문회의 개최(자문위원 19,947명).
- 2017년 9월 1일: 제18기 민주평화통일자문회의 개최(자문위원 19,710명).
- 2019년 9월 1일: 제19기 민주평화통일자문회의 개최(자문위원 19,000명).
- 2021년 9월 1일: 제20기 민주평화통일자문회의 개최(자문위원 20,000명).
- 2023년 9월 1일: 제21기 민주평화통일자문회의 개최(자문위원 21,984명).

## 조직
민주평화통일자문회의는 주민이 선출한 지역대표와 정당·직능단체·주요사회단체 등의 직능분야 대표급 인사로서 통일에 대한 대통령의 자문에 응할 수 있는 인사 중에서 대통령이 위촉하는 7천 명 이상의 자문위원으로 구성한다. 자문위원은 지방의회의원, 지방자치단체의 지도급 인사와 이북5도·재외동포 대표 등 국내외 각 지역에서 민족의 통일 의지를 대변할 수 있는 인사, 정당의 대표와 국회의원이 추천한 지도급 인사, 주요 사회단체 및 직능단체의 대표급 인사 또는 구성원으로서 민족의 통일 의지를 대변할 수 있는 인사 등 하나에 해당하는 인사를 위촉한다. 임기는 2년으로 하되 연임이 가능하며, 대우는 관례적으로 5급 공무원에 예하여 하나 법에 근거를 두고 대통령이 수장으로 있는 기구 자문위원답게 일반 5급 공무원보다는 의전에서 앞서도록 한다. 의장은 대통령이 겸임한다. 부의장은 25명 이내로 하며, 그 중 1명이 수석부의장이 된다.
자문회의로부터 위임받은 사항을 처리하기 위해 상임위원회를, 자문회의의 운영에 관한 사항을 심의하기 위해 운영위원회를 두고 있다. 상임위원회는 자문위원 중 300명 이상 500명 이하로, 운영위원회는 자문위원 중 50명 이내로 구성한다. 두 위원회 모두 수석부의장이 위원장을 맡는다. 상임위원회는 위원장의 승인을 받아 20명 이상의 위원으로 구성되는 분과위원회를 10개 이내로 둘 수 있다. 운영위원회는 자문회의 운영에 관한 규정의 제·개정 및 폐지에 관한 사항, 위원희 해촉, 기타 통일자문회의의 운영에 관한 사항에 대해 심의한다.
평화통일정책의 자문 및 건의, 지역사회의 통일여론 형성 및 여론수렴, 지역사회의 통일지지기반 확충, 그 밖에 지역사회의 통일기반 조성을 위하여 필요한 활동 등을 수행하기 위해 지역회의를 둔다. 지역회의는 특별시, 광역시, 특별자치시, 도, 특별자치도, 이북5도 및 해외에 구성되어 있으며 지역운영위원회를 설치하여 운영에 관한 사항을 심의하고 사무를 총괄토록 한다. 지역회의는 의장을 따로 두어 의장이 소집한다.
평화통일정책의 자문 및 건의, 평화통일에 관한 지역사회의 여론 형성 및 수렴과 지지기반 확충에 관한 기능을 수행하기 위해 지역협의회를 둔다. 시·도·이북5도·재외동포별로 지역 출신의 위원으로 구성된 기구로, 그 지역 출신의 부의장이 주재한다. 운영에 관한 사항을 심의하기 위해 지역운영위원회를 두고, 지역회의의 기능을 수행하기 위해 분과위원회를 둘 수 있다. 시·군·구 및 해외 지역별로 지역 출신의 위원으로 구성된 지역협의회를 둘 수 있으며, 평화통일에 관한 해당 지역의 여론 수렴 및 논의의 활성화 등에 관한 기능을 수행한다. 회장은 의장이 임명한다.
| 국                     | 담당관실·과                                                    |                        |
| 사무처장 산하 하부조직 | 사무처장 산하 하부조직                                         | 사무처장 산하 하부조직 |
| ---------------------- | -------------------------------------------------------------- | ---------------------- |
|                        | 정책연구위원                                                   |                        |
| 기획조정관실           | 운영지원담당관실ㆍ기획재정담당관실                             |                        |
| 자문건의국             | 자문건의과ㆍ참여협력과ㆍ미디어소통과                           |                        |
| 위원지원국             | 중앙지역과ㆍ중부지역과ㆍ남부지역과ㆍ미주지역과ㆍ유라시아지역과 |                        |

## 정원
민주평화통일자문회의 사무처에 두는 공무원의 정원은 다음과 같다.
| 총계      | 총계              | 77명 |
| --------- | ----------------- | ---- |
| 정무직 계 | 정무직 계         | 1명  |
|           | 사무처장          | 1명  |
|           |                   |      |
| 별정직 계 | 별정직 계         | 2명  |
|           | 6급 상당 이하     | 2명  |
|           |                   |      |
| 일반직 계 | 일반직 계         | 74명 |
|           | 고위공무원단      | 3명  |
|           | 3급 이하 5급 이상 | 33명 |
|           | 6급 이하          | 38명 |

## 재정
총수입·총지출 기준 2023년 재정 규모는 다음과 같다.
| 구분     | 세입예산 | 작년 대비 증감 |
| -------- | -------- | -------------- |
| 일반회계 | 500만 원 | -              |
|          |          |                |
| 합계     | 500만 원 | -              |

| 구분     | 구분 | 세출예산        | 작년 대비 증감 |
| -------- | ---- | --------------- | -------------- |
| 일반회계 | 통일 | 340억 3300만 원 | +0.02%         |
|          |      |                 |                |
| 합계     | 합계 | 340억 3300만 원 | +0.02%         |

## 사건·사고 및 논란

### 대북결의문 채택
2008년 12월 5일 조선민주주의인민공화국에 대해 12·1 조치를 철회하고 정부의 대화 제의에 즉각 호응하라는 대북결의문을 채택했다.

## 같이 보기
- 민주평화통일자문회의 의장
- 민주평화통일자문회의 수석부의장
- 민주평화통일자문회의 사무처장
- 통일부
- 통일교육위원
- 통일준비위원회

### 내용주
1. ↑  자문위원은 제외.
2. 1 2  개방형 직위.

### 참조주
1. 1 2  「민주평화통일자문회의 사무처 직제」 별표 1
2. 1 2  기획재정부. “열린재정 > 재정연구분석 > 재정분석통계 > 예산편성현황(총수입)”. 《열린재정》. 2023년 2월 28일에 확인함.
3. 1 2  기획재정부. “열린재정 > 재정연구분석 > 재정분석통계 > 세목 예산편성현황(총지출)”. 《열린재정》. 2023년 2월 28일에 확인함.
4. ↑  헌법 제9호
5. ↑  헌법 제10호
6. ↑  법률 제5529호
7. ↑  법률 제5982호
8. ↑  조준형 (2008년 12월 5일). “"北, 12.1조치 철회해야"..평통, 대북결의문 채택”. 《연합뉴스》 (서울). 2008년 12월 5일에 확인함.